# Fekální bakterioterapie
Fekální bakterioterapie (také transplantace stolice) je přenos stolice v nativní či zpracované formě od dárce k příjemci. Je prováděna za účelem léčby příjemce, vysoká účinnost je prokázána zvláště v terapii na recidivující enterokolitidy způsobené bakterií Clostridioides difficile, která je rezistentní na antibiotika. Účinnost této terapie je přes 90 %, tedy přibližně trojnásobná oproti vankomycinu či fidaxomicinu. Popisovány jsou rovněž pokusy o léčbu autoimunitních chorob, zvláště střevních zánětů, výsledky jsou spíše nejednoznačné. Roku 2013 šlo o metodu v Česku kvůli častému odmítání pacientů či příbuzných jen málo rozšířenou.